# Równanie Cauchy’ego
Równanie Cauchy’ego pozwala na obliczenie składowych wektora naprężenia działającego na płaszczyźnie dowolnie nachylonej, gdy znamy:
- tensor naprężenia w dowolnym punkcie,
- orientację płaszczyzny przechodzącej przez dany punkt.

W zapisie macierzowym
{\displaystyle {\vec {t}}=\mathbf {T} _{\sigma }{\vec {n}}}
lub w zapisie wskaźnikowym
{\displaystyle t_{i}=n_{j}\sigma _{ji},}
gdzie:
{\displaystyle n_{j}} – orientacja płaszczyzny przechodzącej przez dany punkt,
{\displaystyle \sigma _{ji}} – tensor naprężenia w danym punkcie ciała,
{\displaystyle t_{i}} – wektor naprężenia.